# Цдака

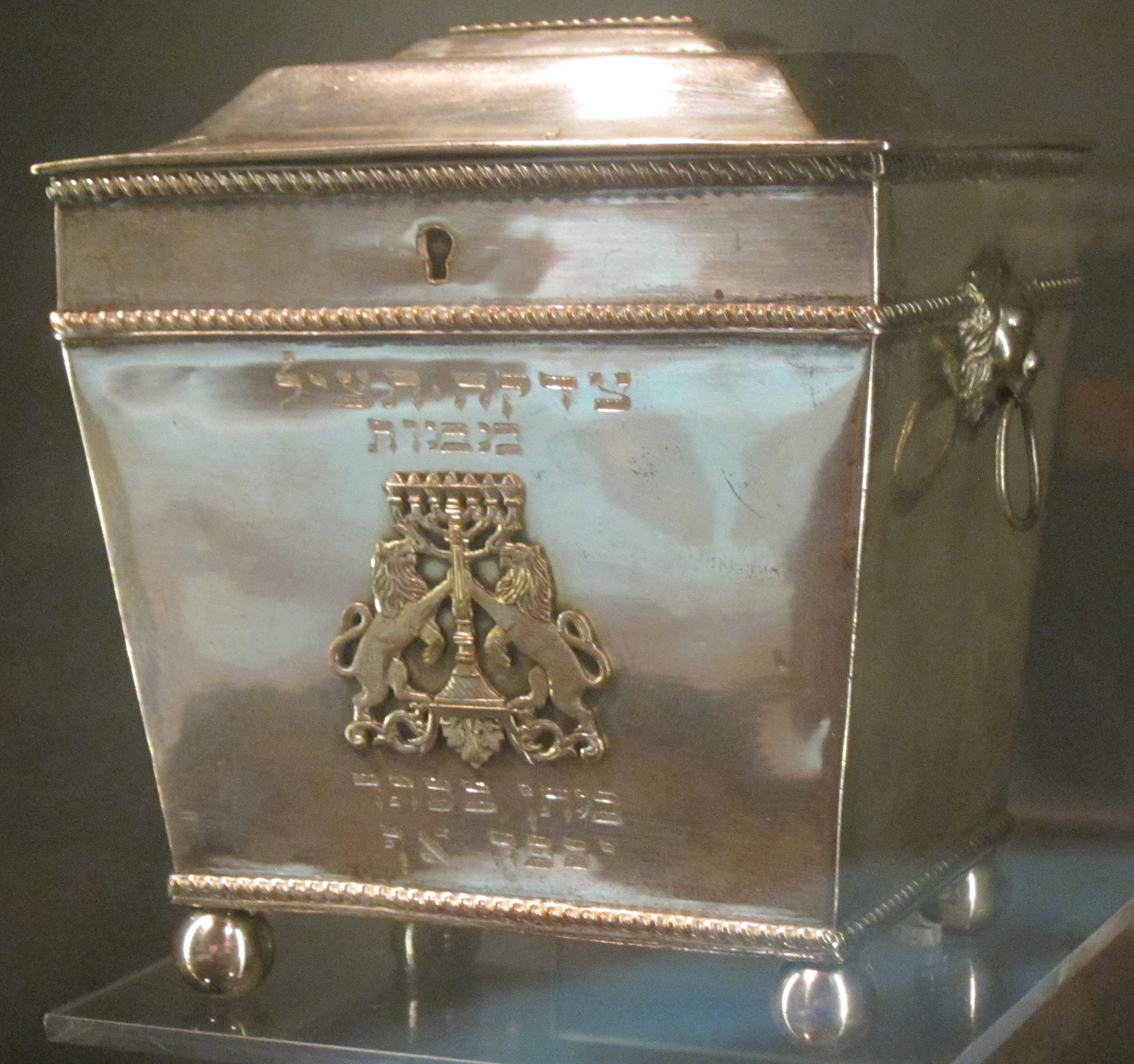
Срібна скринька для збору цдаки 1820 року

Цдака (івр. צדקה; араб. صدقة) — з івриту зазвичай перекладається як благодійність, хоча воно засноване на слові (івр. צדק, цадик), що означає справедливість, чесність. В юдаїзмі цдаку відносять до релігійного обов'язку здійснювати благодійництво та благодійні акти, юдаїзм підкреслює, що цдака є важливою частиною духовного життя. Даючи цдаку, людина стає посередником між Богом і нужденним. Основа існування єврейської громади — відчуття пов'язаності людей один з одним, обов'язок допомагати своєму ближньому і можливість отримувати від нього допомогу.

## Історія цдаки
У середині IV ст. до н. е. наймогутнішою державою у світі була Перська імперія, яка включала в свої кордони країну Ізраїлю. Єврейське населення було в той час нечисленним — це були ті, хто повернулися з вавилонського полону і заново відбудували Єрусалим. Столиця Перської імперії м. Сузи (Шушан) була одночасно і головним центром єврейської діаспори.
Володар імперії, цар Ахашверош (Артаксеркс III Ох), зачарований красою єврейки Естер, одружився з нею, а її двоюрідному братові Мордехаєві віддав одну із найважливіших посад у державі. Аману, улюбленому міністру Ахашвероша, вдалося переконати короля в необхідності винищити весь єврейський народ в один день — 13-го адара наступного року. Над євреями нависла смертельна небезпека.
На думку мудреців Тори, Всевишній, з великої милості Своєї, зруйнував задуми Амана і повернув їх проти нього самого. В результаті за наказом Ахашвероша, Аман був страчений, а євреям було дозволено нищити своїх ворогів тринадцятого адара. На згадку про це диво тогочасні мудреці Тори встановили, що день 14-го адара, коли євреї святкували перемогу над своїми ворогами, зробити святом. Свято отримало назву Пурім (Естер, 9:26).
Однією із заповідей Пуріма є («подарунки бідним»), тобто цдака. Оскільки в книзі Естер (9:22) сказано «бідним», у множині, то, для того щоб виконати цей припис, в Пурім треба дати цдаку принаймні двічі. Але той, хто робить це багато разів, гідний усіляких похвал.

## Принципи роздачі цдаки
- Таємниця.

Людина, що бере цдаку, часто соромиться своєї бідності і, даючи цдаку, інша людина повинна робити це так, щоб не принизити почуття гідності бідняка.
- Щирість.

Недостатньо просто давати гроші, потрібно робити це від щирого серця, без примусу і прикрої міміки.
- Невідкладність.

Коли людину просять про допомогу, вона не повинна її відкладати.
|  | "Не кажи ближньому: «Йди і знову прийди, а завтра я дам», якщо маєш при собі" (Мішлей, 3, 28). |

 Відкладання милостині може привести до нещастя, навіть якщо вже зробиться з добрими намірами.

## Правила цдаки

### 1. Цдака насамперед дається біднимєвреям
|  | "Але відкрий йому руку твою і дай йому в борг, дивлячись на його нужду, в чому він потребує". (Второзаконня (15:8)) |

Будь-яка людина, що бачить бідного, який просить милостиню, і відвертає при цьому свій погляд, відмовляючи бідному у цдаці, здійснює порушення закону.
|  | "Не будь жорстокий серцем і не стисни руки твоєї перед убогим братом твоїм" (Второзаконня (15:7)) |

Цдака, на думку пророків — це символ і знак походження людини від Авраама. Людина повинна пам'ятати, що життя подібне колесу і може повернутись так, що діти того, хто дає, можуть в майбутньому просити.

### 2. Хто зобов'язаний давати цдаку.
Цдаку повинна давати кожна людина в залежності від розмірів свого доходу. Навіть бідняк, який сам отримує цдаку, зобов'язаний давати іншим, якщо у нього є достатньо для власного виживання — він повинен поділитися частиною свого майна з іншим бідняком.

### 3. Скільки саме треба дати бідному?
Бідному треба давати стільки, скільки йому потрібно для проживання. У кожному місті бідні люди повинні забезпечуватися принаймні харчуванням і житлом — їжею двічі на день і місцем, де провести ніч. Слід також годувати й одягати бідних іновірців (ідолопоклонників), щоб зберегти спокій.

### 4. Яку частину капіталу слід віддавати для цдаки?
Кожен єврей, коли він вступає у володіння майном, повинен віддати десяту частину всього твого надбання. У наступні роки — десяту частину річного прибутку. Це — середній шлях. Благородним вважається, коли віддається п'ята частина всього капіталу в перший рік і п'ята ж частина річного прибутку в наступні роки. Не слід, однак, роздавати більше п'ятої частини, бо благодійник сам може збідніти і опинитися на утриманні суспільства. Перед смертю людина може роздати до однієї третини всього свого надбання.

### 5. На що можуть витрачатися гроші цдаки?
Десятина не може використовуватися на будь-які суспільні потреби (наприклад, на свічки в синагозі), а тільки для бідних. Однак якщо пожертва відбувається під час обряду обрізання («брит»), або під час весілля між незаможними («хупа»), або для купівлі книг бідним студентам або вченим — тоді десята частина може бути використана на ці благодійні справи. Даючи книги, слід підписувати їх: «Дається на суспільні потреби».

### 6. Чи вважається цдакою допомога родичам?
Цдака може даватися дорослим синам і дочкам, які вже в змозі себе забезпечити. А діти також можуть давати такі подарунки своїм батькам. Тобто, перш за все треба давати бідним родичам, потім треба давати бідним у своєму місті, а що залишилося — іншим. У Второзаконні (15:11) про це сказано:
|  | "Твій бідний і голодний брат - на твоїй землі". |

### 7. Чи можна давати цдаку з жалем на обличчі?
Людина, яка дає цдаку з жалем або без бажання, порушує заповіт, який говорить:
|  | "Серце твоє не повинно бути затьмарене, коли даєш ближньому." (Второзаконня 15:11) |

 Давати цдаку слід з радістю і виражати симпатію до бідного або до того, що потрапив у біду. Даючи жебракові, слід вимовляти слова розради, бо сказано: 
|  | "Я змусив співати серце вдови." (Йов 30:25). |

### 8. Чи можна відмовляти біднякові?
Цадака забороняє відмовляти бідній людині, яка щось просить. Нехай це буде шматок хліба або який-небудь плід. В Старому Заповіті про це сказано: 
|  | "Не відпускай прохача у смутку." (Псалом 74:21) |

Якщо ж немає нічого, що людина може дати тому, хто просить, потрібно сказати кілька слів розради. Забороняється дорікати прохачеві або підвищувати голос на нього чи сварити його.

### 9. Що є найвищою сходинкою цдаки?
Вищим ступенем цдаки є допомога людині до того, як та стане бідною. Слід допомогти грошима у ввічливій формі, нужденному можна запропонувати яку-небудь роботу, або дати йому можливість увійти у справу — щоб він не став бідним і незаможним і не потребував допомоги суспільства.
|  | "... ти повинен підтримати ближнього." (Левіт 25.35). |

### 10. Чи потрібно афішувати свою пожертву?
Слід давати цдаку таємно, не привертаючи уваги оточуючих до благодійності. Найкращим є варіант, якщо той, хто дає і хто бере цдаку не знають один одного.

### 11. У яких випадках можна звертатися за цдакою?
Кожна людина повинна прагнути влаштувати своє життя так, щоб взагалі не потребувати цдаки. Краще відмовляти собі в чомусь, ніж звертатися до громади за допомогою.

### 12. Чи можна відмовитися від цдаки?
Якщо хто-небудь потребує допомоги по старості, хворобах або непрацездатності, але відмовляється від допомоги, він вважається винуватцем свого горя і робить при цьому моральний гріх — впадає в гординю. Але якщо людина потребує, але намагається якомога довше не отримувати цдаку — не з гордості, а від бажання не бути тягарем суспільству — така людина гідна всілякої поваги. Про таких людей кажуть в писанні:
|  | "Благословенна людина, яка надіється на Бога." (Єремія 17:7). |

### 13. Коли і за яких випадків давати цдаку?
Цдаку слід давати щодня, крім суботи та деяких єврейських свят. Зазвичай цдаку дають перед ранковою молитвою. Особливо прийнято виділяти цдаку напередодні свят, щоб допомогти громаді влаштувати біднякам трапезу. Крім того, цдаку прийнято виділяти з нагоди якогось особистого або сімейного торжества: обрізання, дня народження, весілля, Бар Міцва тощо, щоб подякувати Богові за цю радість.

## Вислови про цдаку
Тора наказує надавати допомогу іншому єврею: 
|  | «Розкривай руку свою для брата свого» (Дваро 15:11) |

В книзі «Кицур Шульхан Арух», де зібрані всі відомості про те, як слід чинити єврею у всіх життєвих ситуаціях, про цадаку сказано:
|  | Кожна людина зобов'язана давати милостиню, скільки в змозі. І навіть бідняк, який годується милостинею, повинен подавати з тих грошей, що йому подають. І навіть якщо він може дати дуже мало, хай не відмовляється з цієї причини давати милостиню, оскільки його мале подаяння так само важливе, як величезна милостиня багатія. («Кицур Шульхан Арух» Закон 34 ) |

Рабин Єгуда Шмуель говорив:
|  | Десять могутніх речей були створені у світі. Гора могутня - залізо встромляється в неї; залізо міцне - вогонь плавить його, вогонь сильний - вода гасить його, вода могутня - хмари вбирають її; хмари могутні - вітер розсіює їх; вітер могутній - але тіло може встояти проти нього; тіло міцне - страх розтрощує його, і страх сильний - вино послаблює його; вино сильне - хміль проходить після сну; а смерть найсильніша - але Цдака перемагає смерть, бо сказано: «... чеснота (Цдака) позбавляє від смерті». |

Вавилонський талмуд, трактат «Бава Батра» говорить:
|  | «Заповідь - Цдака (пожертвування) рівноцінна всім заповідям разом узятим» |

В традиційному житті євреїв постійно знаходиться місце для цдаки. Коли народжується дитина, батько роздає милостиню. На похоронах рідні роздають монети жебракам. Погані в житті події чи гарні — євреї кладуть у ящик для пожертв монету. Перед тим, як запалити суботню свічку, євреї також кладуть до ящика монету. Батьки з дитинства привчають своїх дітей давати милостиню. Рух подачі милостині стає майже рефлексом.
|  | «Цдака не врятує нас, але може зробити нас гідними спасінню. (професор Раувен Кімельман) |